# Sycosaurus
Sycosaurus — рід викопних горгонопсів з родини Gorgonopsidae. Горгонопс середнього розміру. Верхніх різців і заіклових зубів по п'ять. Верхніх ікол одна пара. Відомий з зони Кістецефал Танзанії. Довжина черепа 24—34 см. Загальна довжина оцінюється між 1,2 м і 2,5 м. Мисливець на рослиноїдних тварин.

## Таксономія
В роді нараховують 3 види:
- Sycosaurus brodiei
- Sycosaurus kingorensis (=Leontocephalus haughtoni)
- Sycosaurus vanderhorsti (=Sycosaurus laticeps)